# Попов, Лазарь Константинович
Лазарь Константинович Попов (22 февраля (7 марта) 1851 — 2 октября (15 октября) 1917) — известный под псевдонимом Эльпе, русский писатель
.
Родился 22 февраля 1851 года в Мариуполе.
Попов слушал лекции по физике, ботанике и зоологии в СПб. унив., физиологию и анатомию — в Мед.-хир. акад., затем два года был за границей с той же целью.
- Его первый труд напечатан в 1872 г.: «Механическая теория теплоты, основанная на вращательном движении молекул».
- Попов печатал статьи по научным вопросам в сборнике «Природа» (1876—77), в журналах «Природа и Люди» (1878—79) и «Русская Речь» (1879—82), в «Голосе» (1882 г.: отдел «Научные беседы»), с 1883 г. в «Новом Времени» — фельетоны «Научные письма», подписанные Эльпе.
- Отдельно Попов издал ряд популярных очерков: «Из первобытной жизни человека», «О происхождении домашних животных», «Жизнь, как движение», «В чем сила жизни», иллюстрированный «Словарь общеполезных сведений» (1898).
- Кроме того под редакцией Попова вышло несколько переводов («Жизнь животных» Брэма и др.).

Скончался 2 октября 1917 года в Петрограде. Похоронен на Новодевичьем кладбище при Воскресенском Новодевичьем монастыре.